# Messier 60
Messier 60 (M60 ili NGC 4649) je divovska eliptična galaksija u zviježđu Djevici. Galaksiju je otkrio Johann Gottfried Koehler 11. travnja 1779. godine prilikom promatranja kometa. Nekoliko dana kasnije Charles Messier promatrao je isti komet i samostalno otkrio M60.

## Svojstva
M60 nalazi se na udaljenosti od 57 milijuna svjetlosnih godina. Njene prividne dimenzije od 7 x 6' odgovaraju stvarnim dimenzijama od 100.000 svjetlosnih godina. Prividni sjaj ove galaktike je magnitude + 8,8, stvarni sjaj je magnitude 22,3 što odgovara sjaju 60 milijarda puta većem od Sunca.
Halo M60 sadrži oko 5.100 kuglastih skupova. Tu je i ultrakompkaktna patuljasta galaksija M60-UCD1. M60 dio je skupa galaksija Djevice.
Oko 2,5' od M60 nalazi se galaktika NGC 4647. Iako se na prvi pogled čini da se te galaktike sudaraju fotografije nisu otkrile nikakve poremećaju u njihovim strukturama. Galaksija NGC 4647 nalazi se samo u doglednici s M60. Dodatan prilog u tome jest to što je Messier 60 udaljen je 57 milijuna sg, a NGC 4647 63 milijuna sg.

## Amaterska promatranja
Dvije galaktike je moguće uočiti već u teleskopu od 100 mm promjera. U 200 mm-skom teleskopu M60 je sjajna, okrugla i proteže se na oko 1,5' i površina galaktike je granulasta.

## Vanjske poveznice
- (engl.) SEDS: NGC 4649
- (engl.) Revidirani Novi opći katalog
- (engl.) Izvangalaktička baza podataka NASA-e i IPAC-a
- (engl.) Astronomska baza podataka SIMBAD
- (engl.) VizieR
- Skica M60[neaktivna poveznica]